# 正見経
『正見経』（しょうけんきょう、巴: Sammādiṭṭhi-sutta, サンマーディッティ・スッタ）とは、パーリ仏典経蔵中部に収録されている第9経。
サーリプッタ（舎利弗）によって、正見が三毒、四聖諦、十二因縁等と共に述べられる。

## 日本語訳
- 『南伝大蔵経・経蔵・中部経典1』（第9巻） 大蔵出版
- 『パーリ仏典 中部（マッジマニカーヤ）根本五十経篇I』 片山一良訳 大蔵出版
- 『原始仏典 中部経典1』（第4巻） 中村元監修 春秋社